# Jozo Mihaljević
Jozo Mihaljević (Golinjevo, 11. studenog 1955. – Zagreb, 23. svibnja 2006.) bio je hrvatski katolički svećenik, franjevac i pjesnik. 

## Životopis
Rođen je u Golinjevu kod Livna, 11. studenog 1955. godine.
Osnovnu školu pohađao je u Golinjevu i Podhumu kod Livna, a maturirao na Franjevačkoj klasičnoj gimnaziji u Visokom. Filozofsko-teološki studij završio je na Franjevačkoj teologiji u Sarajevu.
Svećeničku službu obavljao je u Kraljevoj Sutjesci, Jajcu, Kotor Varošu, Vidošima i Biloj kod Travnika. U Jajcu je 1991. sudjelovao u obnavljanju HKD Napredak, podružnice „Stjepan Tomašević”. Bio je član uredništva „Svjetla riječi” te predsjednik ogranka Matice hrvatske u Livnu.
Umro je u Zagrebu, 23. svibnja 2006., a pokopan je na groblju Svetoga Mihovila na Gorici kod Livna.

## Djela
- „Na raspućju” (1980.)
- „Lica svjetska naša” (1989.)
- „Pjesme - iz neobjavljene lirike” (1991.)
- „Analiza čovjeka – seljak, građanin, proleter” (1992.)
- „Livanjska književna čitanka” (1994.)
- „Ovisnost o drogi i alkoholu (bolesti-liječenje-prevencija)” (1995.)
- „Nikola Šop – Iskustvo vjere u zavičajnosti” (1999.)
- „Čovjek pred Bogom” (2000.)

### Mrežna sjedišta
- Mihaljević, Jozo. Društvo hrvatskih književnika Herceg-Bosne. Pristupljeno 18. veljače 2025.